# Phá Kursh

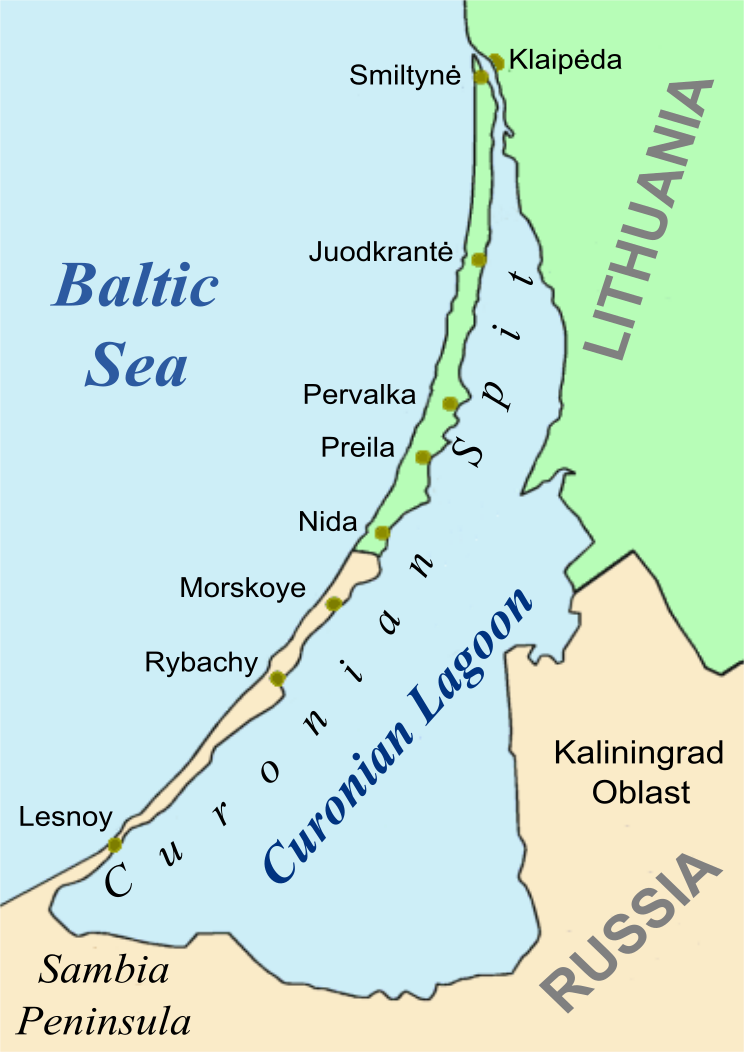
Mũi đất và phá Kursh

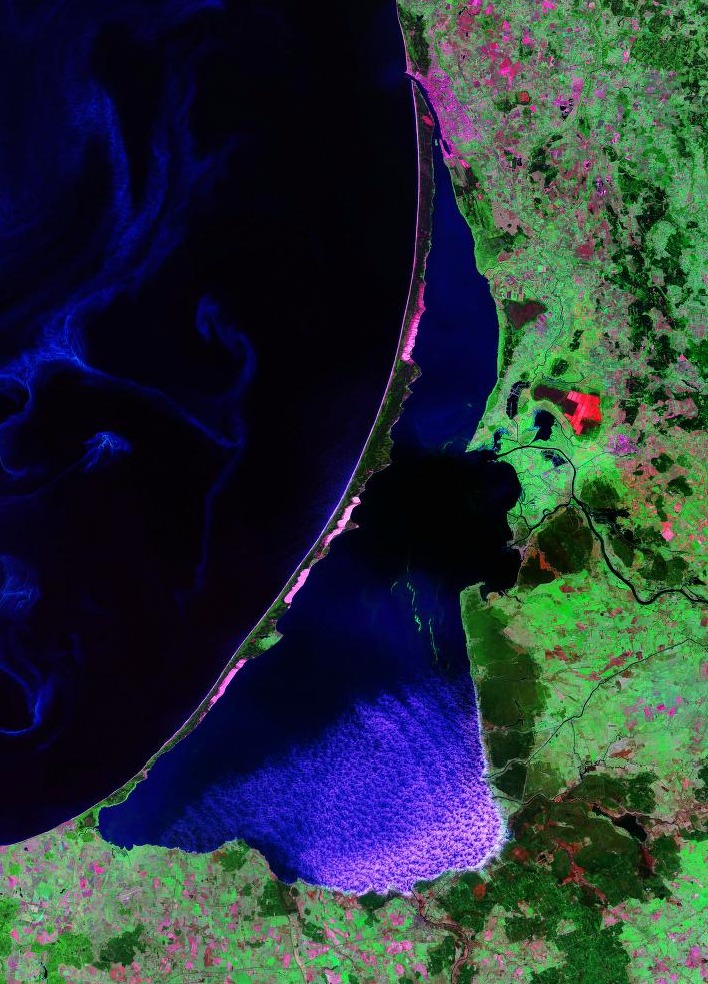
Ảnh chụp từ vệ tinh

Phá Kursh hay vịnh Kursh (tiếng Litva: Kuršių marios; tiếng Nga: Kуршский залив; tiếng Đức: Kurisches Haff) được tách ra khỏi biển Baltic bởi mũi đất Kursh, thuộc chủ quyền của Litva và Nga. Sông Neman chảy vào phá Kursh. Ở đầu phía bắc của mũi đất có một hành lang (eo biển) thông ra biển mà cảng Klaipėda của Litva nằm tại đó. Đầu phía nam của mũi đất taọ thành một phần của phần đất tách ra khỏi lãnh thổ chính thuộc Nga là Kaliningrad. Các khu vực đất đai ven phá Kush là một phần của vùng đất tổ tiên của người Kurši và người Pruss.
Diện tích mặt nước của phá được phân chia giữa Litva và tỉnh Kaliningrad (Nga). Phần lớn mặt nước (1,3 nghìn km² trong số 1,6 nghìn km²) thuộc về Nga. Dung tích của phá khoảng 6,2 km³.
Có nhiều con sông chảy vào phá, lớn nhất là sông Neman. Tổng lưu lượng nước chảy vào khoảng 25,1 km³, trong đó riêng sông Neman là 21,0 km³. Mỗi năm phá này nhận được khoảng 1,0 km³ nước mưa, còn bay hơi mất khoảng 0,5 km³. Như thế mỗi năm lượng nước mà phá này nhận được gấp khoảng 4 lần dung tích của nó. Vì thế nước trong phá nhạt và mực nước trong phá luôn cao hơn mực nước biển trung bình khoảng 12–15 cm. Lượng nước dư thừa thông qua eo biển để đổ vào biển Baltic.
Phá này rất giàu thủy sản như cá, tại đây người ta đánh bắt cá vền (Abramis brama), cá vược châu Âu (Sander lucioperca), cũng như các loài cá nước ngọt điển hình khác: cá dầy (Ritilus ritilus), cá dưa chuột, cá pecca châu Âu (Perca fluviatilis), cá dày (Acerina cernua).
Các bờ của phá này (ngoại trừ mũi đất Kursh) là các vùng đất thấp, tại khu vực huyện Slav thì bờ phá nằm thấp hơn mực nước trong phá và người ta phải đắp đê để ngăn nước.